# Galeodes afghanus
Galeodes afghanus är en spindeldjursart som beskrevs av Pocock 1895. Galeodes afghanus ingår i släktet Galeodes och familjen Galeodidae. Inga underarter finns listade i Catalogue of Life.